# نينا بلابان
نينا بلابان (لغة إنجليزية; Nina Balaban) هي لاعبة رماية من مقدونيا. وتنافست في دورة الألعاب الأولمبية الصيفية 2016.

## روابط خارجية
- نينا بلابان على موقع الاتحاد الدولي (الإنجليزية)
- نينا بلابان على موقع أوليمبيديا (الإنجليزية)